# Euploea lykoatis
Euploea lykoatis är en fjärilsart som beskrevs av Hans Fruhstorfer 1910. Euploea lykoatis ingår i släktet Euploea och familjen praktfjärilar. Inga underarter finns listade i Catalogue of Life.